# Állami Déryné Színház
Az Állami Déryné Színház (más néven Állami Faluszínház) 1951-ben alakult budapesti székhellyel egy azon év májusában született határozat alapján. Feladata a vidék városi színházaitól messze lévő településein való játék. 1955-től hívták Állami Déryné Színháznak.

## Története
Megszervezésével Mátrai Józsefet bízták meg, aki haláláig igazgatója maradt az intézménynek. A fődramaturg Ascher Oszkár volt, aki 1957–1965 között a második igazgatója lett a színháznak. 1965-től Szalai Vilmos vette át a helyét.
1951–1954 között budapesti előadásait a VII. kerületben, a Madách téren, a mai Örkény István Színházban játszotta szombaton és vasárnap. 1954–55-ben a volt Omnia Mozi (ma Gutenberg Művelődési Otthon) helyiségében Jászai Mari Színház néven működött. 1957–1959-ben a volt Pódium Kabaré, ma Radnóti Miklós Színház helyiségében működött, 1963-tól pedig az egykori Józsefvárosi Színházban játszott rendszeresen. Irodái a VII. kerületi Asbóth utca 19. (korábban Éva utca) szám alatt voltak. Volt operatagozata, valamint Stúdió Színpada az Asbóth utcában.
A társulat 11 együttese autóbuszokkal járta az országot 2-3 hetente. A díszleteket teherautókon szállították. Első előadásuk 1951. augusztus 20-án volt Dunapentelén (Dunaújváros korábbi neve). Eleinte esztrádműsorokat adtak, de hamarosan egész estés műveket játszottak. Műsorán egyaránt szerepeltek magyar és világirodalmi klasszikus művek, modern darabok, valamint gyermek- és ifjúsági előadások is.
1975-ben a Hétfői Hírek című hetilapban az alábbi adatok jelentek meg: 

„Augusztus 19-én este, a dunaújvárosi Bartók Béla Művelődési Házban, Tamási Áron „Boldog nyárfalevél” című színjátékának előadásával kezdi meg jubileumi — huszonötödik — évadját az Állami Déryné Színház. A helyszín nem véletlen; ugyanitt mutatkozott be 1951. augusztus 20-án az Állami Faluszínház, amely néhány évvel később felvette a Déryné Színház nevet. 
A jubileumra elkészült a mérleg. Imponáló számok! A társulat 1951 augusztusa óta 47112 előadást tartott, összesen 13 millió 270 ezer néző előtt, s közben 19 millió 200 ezer kilométer utat tettek meg szerte az országban...
Néhány éve gyakran vendégszerepelnek külföldön is. Többször léptek fel már Csehszlovákia, Románia, a Szovjetunió, Jugoszlávia magyarlakta vidékein, az ausztriai Burgenlandban és Bécsben is...”

Fennállása alatt több mint 390 darabot mutatott be, több mint 40 ezer előadásban, kb. 15 millió néző számára.
Az Állami Déryné Színház 1978. júliusában Népszínház néven egyesült a 25. Színházzal. 1991. január 1-jén a színház átalakult, a vidéket járó tagozatok megszűntek, és a színház neve Budapesti Kamaraszínház lett.

## Igazgatói
- Mátrai József (1951–1957)
- Ascher Oszkár (1957–1965)
- Szalai Vilmos (1965–1978)

## Az Állami Déryné Színház alapító tagjai
Színművészek:
- Arányi Adrienn
- Czéh Gitta
- Donáth Lili
- Fenyvessy Balázs
- Honffy József
- Kassai Ilona
- Kondor Ilona
- Krémer Ferenc
- Madarász László
- Pálfi Ferenc
- Sólyom Ida
- Szántó Margit
- Tapasztó János
- Tassi Béla
- Tassi Tamás

## Az Állami Déryné Színház színészei (1951–1978)
Az alábbi névsor azon a művészek neveit tartalmazza, akik az Állami Faluszínház illetve az Állami Déryné Színház előadásiban szerepeltek. 
(A lista nem teljes)
- Ajtai Gábor
- Albert József
- Albrecht Gyula
- Aldobolyi Kati
- Almássy József
- Alpár József
- Ambrus András
- Andaházi Emőke
- Andresz Vilmos
- André Gyula
- Angyal Sándor
- Antal Ida
- Antal Ilona
- Antal László
- Arányi Adrienn
- Ascher Oszkár
- Ábrahám Gábor
- Ács Rózsi
- Ádám Klári
- Ágh Tihamér
- Árkos Gyula
- Árva János
- Árva László
- Árvai Ágnes
- Árvai Sándor
- Áts Gyula
- B. László Dezső
- Bacsinszky Andor
- Bagotai Tamás
- Bajnok Jenő
- Bajor Imre
- Bak József
- Bakai Klári
- Bakondi Júlia
- Bakos Attila
- Bakos Norbert
- Bakos Tamás
- Balázs Andor
- Balázs Éva
- Balázsy Antal
- Balázsi Gyula
- Balkó György
- Balla Ica
- Ballai István
- Ballya Zsuzsa
- Balogh Bea
- Balogh Béla
- Balogh Géza
- Balogh Győző
- Balogh Ilona
- Balogh László
- Balogh Katalin
- Balkó György
- Baranyai Ibolya
- Baranyi László
- Baratkai Mária
- Barsy Géza
- Barta Mária
- Barta Richárd
- Barta Zsuzsa
- Basa György
- Basilides Barna
- Bágyoni Géza
- Bán István
- Bán Katalin
- Bán Tamás
- Bánáti Sándor
- Bánki Judit
- Bánkuti Magda
- Bánky Elemér
- Bánó Mihály
- Bánóczi Mihály
- Bárány Erzsébet
- Bárány Frigyes
- Bárány Miklós
- Bárány Ilona (Ica)
- Bárány Miklós
- Bárdi György
- Bársony Anikó
- Bársony Irén
- Bártfay Gusztáv
- Beck Judit
- Bede-Fazekas Csaba
- Bege Margit
- Beke Attila
- Bellágh Ágnes
- Bellák Aranka
- Bencze Ignác
- Bencze István
- Bencze Margit
- Bende Györgyi
- Bende László
- Bender Károly
- Benke Iván
- Benkő Gyula
- Benkő Márta
- Bereczky Lívia
- Beregi Péter
- Berendi Péter
- Berényi Ottó
- Berki Antal
- Bessenyei Emma
- Bessenyei Zsófia
- Beszterczey Pál
- Béda István
- Békási József
- Bérczi Pál
- Bihari Zoltán
- Bilicsi Mária
- Bíró József
- Biró Tihamér
- Blaha Márta
- Bocskay Izabella
- Bod Teréz
- Bodor József
- Bodó György
- Bodó Judit
- Bogáthy Mihály
- Bogdányi László
- Boglár Mihály
- Bognár Éva
- Bognár Gábor
- Bolla Gyula
- Boray Lajos
- Bordás Dezső
- Borhy Gergely
- Bornemissza Éva
- Boros Géza
- Boross István
- Boross János
- Boross Mária
- Botár Endre
- Böhm Albertó
- Brassai Adrienne
- Brunda Mihály
- Budai István
- Budai Sándor
- Búza István
- Búza János
- Ceglédi Ica
- Csabay János
- Csala Zsuzsa
- Csapó Ildikó
- Csapó János
- Csapó Tamás
- Csákányi László
- Csányi György
- Csányi László
- Cseh Katalin
- Cseh Marika
- Cseh Viktória
- Csengery Judit
- Cser Magda
- Cser Pál
- Cseresnyés Rózsa
- Csifó József
- Csík Etel
- Csitos Lajos
- Csongor István
- Csongrádi Mária
- Csonka István
- Csornai Irén
- Csornai Mária
- Csurka László
- Czakó-Czirvey Anna
- Czéh Gitta
- Czibula Károly
- Czigány Judit
- Cziráky Júlia
- Darvas Magda
- Dávid Ágnes
- Dániel Gabriella
- Deák B. Ferenc
- Deák Ferenc
- Deák Rózsa
- Deésy Mária
- Demény Gyula
- Derecskey Pál
- Devecseri János
- Dékány János
- Dénes Gábor
- Dévai Hédi
- Dévényi Cecília
- Dicker Ferenc
- Diósi Ferenc
- Diósy Kató
- Dira Sándor
- Dobos Katalin
- Dobránszky Zsuzsa
- Dombay Imre
- Dombovári Ferenc
- Donáth Lili
- Dömötör Erzsi
- Dömötör György
- Dömsödi János
- Duba Ibolya
- Dukony Margit
- Egri Magda
- Egressy Katalin
- Egyed László
- Endrődy Nándor
- Eötvös Erzsi
- Erda Ilona
- Erdei Irén
- Erdélyi Bea
- Erdélyi György
- Erdélyi József
- Erdős Melinda
- Erős Pál
- Ébner Ferenc
- Ézsiás Anna
- F. Nagy Imre
- Falvay Erzsébet
- Faragó Sári
- Faragó Vera
- Farkas Antal
- Farkas Gyula
- Farkas Ida
- Farkas János
- Farkas Jenő
- Farkas Kati
- Farkas Sándor
- Farkas Tamás
- Fazekas Zsuzsa
- Fábián Edit
- Fábián József
- Fábián Klára
- Fátyol János
- Fáy Györgyi
- Fáy László
- Fehér Edit
- Fehér György
- Fehér Györgyi
- Fehér Ildikó
- Fehér Lívia
- Fehér Sándor
- Fehér Tibor
- Fekete Júlia
- Fekete Tibor
- Feleki Sári
- Felvinczy Viktor
- Fenyvessy Balázs
- Filep János
- Fodor Dezső
- Fodor Imre
- Fodor Teréz
- Fonyó József
- Forányi László
- Forró Pál
- Forintos János
- Fóthy Edit
- Fóti Fülöp Sándor
- Földes Éva
- Földessi Sándor
- Földi Ottó
- Futár András
- Fülöp Kálmán
- Fülöp Sándor
- Fülöp Zsigmond
- Fürlinger Béla
- Füzessy Ottó
- Gaál János
- Gabányi Böske
- Galambos Gabriella (Gabi)
- Galgóczy Ella
- Galgóczy Imre
- Garabi Gyula
- Garadnai Anni
- Garai Róbert
- Garay József
- Garamszegi Károly
- Garamszegi Mária
- Garamszegi Márta
- Gábor Hédi
- Gábor Ibi
- Gál János
- Gál Lajos
- Gálfi László
- Gárdonyi Edit
- Gáti György
- Gecse Károly
- Gelberg Henrik
- Gerbár Tibor
- Gerentsér Júlia
- Gergely Lajos
- Géczy Dorottya
- Gémes György
- Gombos Júlia
- Gombos Katalin
- Gonda György id.
- Gonda Gyula
- Gonda Mihály
- Gordon Zsuzsa
- Gotthard László
- Gottl Egon
- Gömöri V. István
- Gönczöl Anikó
- Görög Ilona
- Gruber Hédi
- Gruiz Anikó
- Grundmann Béla
- Gundra Gyula
- Gudra Ilona
- Gulyás István
- Gyarmati Árpád
- Gyimessi Arisztid
- Gyimesi Tivadar
- Györffy Rózsa
- György János
- Győrffy József
- Győri Gyula
- Győri Gyula ifj.
- Győrvári János
- Győry Márta
- Győző László
- Gyukár Tibor
- Gyulai Károly
- Gyulányi Éva
- Gyulányi István
- Gyurcsek Sándor
- Gyurits János
- Hager József
- Hajdú Alfréd
- Hajdú Endre
- Hajnal Kálmán
- Hajzer Gábor
- Halasi Marika
- Halácsi Ildikó
- Halász Béla
- Harangozó György
- Harangozó Iván
- Haraszin Tibor
- Hargittay Károly
- Harmaczy József
- Harmaczy Józsefné
- Harsányi Margit
- Hartaházi Miklós
- Hartay László
- Havas Ágnes
- Havas Gertrúd
- Havas Gizi
- Hámori József
- Hável László
- Házi László
- Hegedős Györgyi
- Hegedűs Gábor
- Hegyi Adorján
- Hegyi Péter
- Hegyesi László
- Herczeg Zsolt
- Herendi Mária
- Herérey Zsolt
- Hetényi István
- Hetényi József
- Hetés György
- Hevesi Ferenc
- Héczei Iván
- Hézső István
- Hidasi István
- Hidassi Sándor
- Hidvégi Elek
- Hidvégi Lajos
- Hidvégi Miklós
- Holl János
- Hollay Bertalan
- Holló Eszter
- Hollósy Pál
- Honffy József
- Honti Irén
- Honti Ottó
- Horváth Ferenc
- Horváth Gizella
- Horváth Imre
- Horváth Júlia
- Horváth Magda
- Horváth Marietta
- Horváth Ottó
- Horváth Pál
- Horváth Sándor
- Hotter József
- Hoykó Ferenc
- Hódossy Mária
- Hódusz Gizella
- Hunyadkürti György
- Huszágh József
- Huszár Márta
- Iglói György
- Iglódi Magda
- Ihász Magda
- Illés Sára
- Ilniczky Ildikó
- Illyés Mari
- Imre Róbert
- Imre Ödön
- Inke László
- Iván József
- István János
- Jablonkay Mária
- Jagri József
- Janitsáry Miklós
- Jankó Zita
- Jákó Pál
- Jámbor Zoltán
- Jánossy Zita
- Jantsek Rudolf
- Járay Katalin
- Járay Ferenc
- Jászberényi András
- Jászkun Virág
- Jeniczky Ildikó
- Jeremiás Mária
- Juhász Dezső
- Juhász Ferenc
- Juhász Gyula
- Juhász János
- Juhász Pál
- Juhász Tibor
- Juhász Tóth Frigyes
- Jurik Júlia
- Kabai Béla
- Kalertovits György
- Kallós Éva
- Kalmár Tibor
- Kalmár Zsóka
- Kalmár Zsuzsa
- Kamilly Judit
- Kanalas József
- Kanalas László
- Kanizsai Kató
- Karácsonyi Magda
- Karczag Ferenc
- Kardos Tibor
- Karikás Sándor
- Karizs Béla
- Kassai Ilona
- Kaszás Anna
- Kaszás László
- Katona Júlia
- Katona Lajos
- Katyori Attila
- Kautzky Ervin
- Kádár Flóra
- Káldy Rita
- Kállai Kató
- Kálló Margit
- Kálmán Márta
- Kálmán Márton
- Káldy Rita
- Kálny Zsuzsa
- Kárpáti Zoltán
- Károlyi Béla
- Károlyi Elemér
- Károlyi Irén
- Károlyi István
- Károlyi János
- Károlyi József
- Károlyi Judit
- Károlyi Mária
- Keleti Árpád
- Kemény Erzsébet
- Kemény Eszter
- Kemény István
- Kenedi Kovács István
- Kenessy Zoltán
- Kenéz Ernő
- Kendeffy Gyula
- Kenderesi Tibor
- Kerekes Gábor
- Keresztes Pál
- Keresztessy Béla
- Keveházi Lajos
- Kékessy Kornélia
- Késmárki Kálmán
- Kigó Anna
- Király Aurél
- Kiss Anikó
- Kiss Csaba
- Kiss Erzsébet
- Kiss Ferenc
- Kiss Gábor
- Kiss Ibolya
- Kiss Ilona
- Kiss Lajos
- Kiss László
- Kiss Tibor
- Kiszely Tibor
- Knapcsik József
- Kocsis Mária
- Kocsis Mihály
- Koldus Nagy László
- Kollár Béla
- Kollár Éva
- Kollár Lívia
- Kolozsvári Anna
- Komlós András
- Komlós István
- Komlós József
- Komlós László
- Komlós Pál
- Komlós Róbert
- Kondor Ilona
- Kondor Klára
- Kondra Imre
- Kondra Irén
- Kónya Ervin
- Kopácsi Károly
- Kormos Valéria
- Kornis Piroska
- Koroknay Géza
- Korzsényi Tibor
- Kostyál Gyula
- Kósa András
- Kóti Kati
- Kosztolányi Kázmér
- Kovács Béla
- Kovács Dénes
- Kovács Gyula
- Kovács Ilona
- Kovács János
- D. Kovács József
- Kovács Julianna
- Kovács László
- Kovács Lenke
- Kovács Mária
- Kovács Mihály
- Kovács Pál
- Kovács Pálma
- Kovács Péter
- Kovács Sándor
- Kovács Sándorné
- Kovács Zoltán
- Kozma Pál
- Kozáry Eszter
- Kozma Béla
- Kókai Ferenc
- Köles Zoltán
- Környei Anna
- Környei Oszkár
- Köteles Zsuzsa
- Köves Géza
- Kő Katalin
- Kőműves Bori
- Kősasvári Ottilia
- Kőszegi Gyula
- Kőváry Gyula
- Krémer Ferenc
- Krémer József
- Kristóf Tamás
- Krisztiáni Béla
- Kubik Béla
- Kulcsár Endre
- Kulcsár János
- Kulcsár László
- Kun Diána
- Kun Magda
- Kun Sándor
- Kun Tibor
- Kuppán Ferenc
- Kutas Béla
- Kutas József
- Kürthy Ila
- Kürthy Lajos
- Kürti Papp László
- Kürtös István
- Labádi Lajos
- Laczina László
- Lakatos József
- Lakky József
- Lantos Edit
- Lantos Jenő
- Latabár Árpád
- Láng Éva
- B. László Dezső
- László Ilona
- László Margit
- Lázár Gida (Gedeon)
- Lázár Sándor
- Lázár Tihamér
- Lázi István
- Leirer Antal
- Lejtényi Éva
- Lelkes Dalma
- Lendvai Antal
- Lendvai Ágnes
- Lendvai József
- Lendvay Gyula
- Lengyel István
- Lenkefy Erika
- Lenkey Edit
- Lestyán Katalin
- Lénárd Béla
- Lénárd Gyula
- Lénárd Ilona
- Lénárt György
- Lévai József
- Lévai László
- Ligeti Mária
- Lipcsei Tibor
- Lontai István
- Lorányi Lorán
- Lorányi Román
- Losonczy Ariel
- Lovas Ági (Ágnes)
- Lovas Irén
- Lőrinc Ilona
- Lőrinczy Éva
- Lőrinczy Loránd
- Lubinszky Margit
- Lugosi János
- Lukács József
- Madaras József
- Madarász László
- Madarász Mária
- Magasházy István
- Magay Kati
- Magda Gabi (Gabriella)
- Magyar Mária
- Magyari Endre
- Magyari Ottó
- Magyari Tibor
- Major József
- Major Tibor
- Majoros Júlia
- Majzik László
- Malonyai Edit
- Margitai Ági
- Markovits Andor
- Markovits Endre
- Markovits Pál
- Markó Sándor
- Maros József
- Maróti József
- Martics György
- Mayer Éva
- Mácsay Emmi
- Mádai Endre
- Mádai Pál
- Máday György
- Mádi Szabó Gábor
- Máriási Károly
- Márki Alfréd
- Márki György
- Márkus Lajos
- Márton István
- Mártonffy Mária
- Máté István
- Máté László
- Máthé Eta
- Mátrai Teri
- Mátyás Jolán
- Mátyus Emmi
- Mede Tibor
- Meggyesi Erzsébet
- Merczel József
- Mester István
- Mezei Nóra
- Mézes Violetta
- Mezey Lajos
- Mészáros Mihály
- Mihályi Lici
- Mihók Éva
- Miklóssy Dezső
- Miklóssy László
- Miklóssy Lászlóné
- Mikolay László
- Mikó Miklós
- Mikó Szilvia
- Miskolczy Ottó
- Mogyorósi József
- Molnár Károly
- Molnár Miklós
- Monostori Bálint
- Móger Ildikó
- Móni Ottó
- Móra Sándor
- Móri I. János
- Móric Iván
- Móricz Ildikó
- Mózes József
- Muha Géza
- Muskát László
- Müller Endre
- Nagy András
- Nagy Erzsi
- Nagy István
- Nagy József
- Nagy Kató
- Nagy Kázmér
- Nagy Lívia
- Nagy Marianne
- Nagy Miklós
- Nagy Sándor
- F. Nagy Imre
- G. Nagy János
- G. Nagy Mihály
- Nádory Margit
- Néder József
- Nemes Lajos
- Négyesi Klára
- Némedi Mari
- Németh Gabriella
- Németh Hajnal
- Németh József
- Németh Lajos
- Németh László
- Németh Margit
- Németi Margit
- Néveri Zsuzsa
- Nivotni István
- Novák Éva
- Novák Gizella
- Novák István
- Novák Sándor
- Novotny István
- Nyári Attila
- Nyerges Ferenc
- Nyúl János
- Olasz János
- Oláh Gábor
- Oláh János
- Olgyai Viktória
- Olgyai Magda
- Ormándy Emil
- Orbán Edit
- Orbán László
- Ormándy P. Emil
- Oros Marika
- Orosz István
- Orsolya Erzsi
- Oszlányi Marianne
- Oszvald Gyula
- Örkényi Éva
- Paál László
- Pagonyi János
- Palágyi Ferenc
- Pallós Emil
- Palotai István
- Palotai Ferenc
- Papp István
- Papp János
- Papp Pál
- Papp Sándor
- Papp Tibor
- Papp Zoltán
- Parragh István
- Patai István
- Pataki Anikó
- Pataki Ágnes
- Pataki Dezső
- Pataki Miklós
- Pataki Tibor
- Pataki Zsuzsa
- Pataky István
- Patassy Tibor
- Patay József
- Pádua Erzsébet
- Pálfalvi Éva
- Pálfi József
- Pálfy Aliz
- Pálfy Ferenc
- Pálinkás László
- Pálmai Irén
- Pálmai László
- Pálos Ferenc
- Pálos István
- Pápai Erzsi
- Pásztor Attila
- Pásztor Jánosné
- Pásztor Mária
- Párdi József
- Páva Mária
- Penczy Mária
- Perei Irén
- Perlaky Kornél
- Peterdi Ottó
- Peterdy Aurél
- Peterdy Bea
- Peterdy Ottó
- Peterdy Tibor
- Pethes Csaba
- Pethes Ferenc
- Pethő Béla
- Pethő Éva
- Pethő Sándor
- Petőházy Miklós
- Petrács Endre
- Petrán Katalin (Kató)
- Petrik József
- Petur Ilka
- Pénzes István
- Pécsy Mária
- Péter István
- Péter Pál
- Pigeti Kató
- Pintér István
- Pintér Róza
- Pintér Zsuzsa
- Pithó Éva
- Polgár Ferenc
- Polonyi Gábor
- Polyák Zoltán
- Poór Zoltán
- Pothradszky Bea
- Pöll Éva
- Prónay Eszter
- Puskás Tibor
- Pusztai Ilona
- Pusztai Péter
- Putnik Judit
- Rab Éva
- Radich Iván
- Radvánszky Miklós
- Raffai Erzsi
- Raffay Blanka
- Rajczy Gyöngyvér
- Rajna Mária
- Rajna Rácz Mihály
- Rácz Imre
- Rácz Károly
- Rácz Norbert
- Rákos Kati
- Rásonyi Kálmán
- Regőczy Erzsébet
- Remete Hédi
- Reményi József
- Reményi Tibor
- Rezincsák László
- Rédey György
- Rédey Vera
- Rév Erzsi
- Révay Judit
- Révész István
- Révhelyi Miklós
- Révész Ilona
- Réz Edit
- Ribár Éva
- Rigó Tamás
- Róka Ferenc
- Romváry Gertrud
- Ross József
- Rónaszéky András
- Rósányi Kálmán
- Rózsa Ildikó
- Rózsa Judit
- Rózsa Tibor
- Rózsahegyi Ernő
- Rózsahegyi Mária
- Rudas István
- Ruttkai Ottó
- Sabák Piroska
- Salinger Gábor
- Sallai Imre
- Sallai Kornélia
- Sallai Tibor
- Salomvári László
- Sarkadi Imre
- Sághy István
- Sághy Géza
- Sághy Mária
- Sági István
- Sándor Anna
- Sándor Böske
- Sándor István
- Sárai Zoltán
- Sárosdy Rezső
- Sárosi Margit
- Sárossi Mihály
- Scherer Gábor
- Sebestyén Barnabás
- Sebestyén Zoltán
- Selmeczy Katalin
- Serfőző Ilona
- Sihó Zoltán
- Siménfalvi Ida
- Siménfalvy Lajos
- Simon Géza
- Simon Ilona
- Simon Vera
- Simon Zoltán
- Sipka László
- Sipos Ila
- Sipos Judit
- Solomvári László
- Solti Bertalan
- Soltész Mária
- Solymár Irén
- Solymossy Olivér
- Sólyom Ida
- Somfai Éva
- Somfay Margit
- Somhegyi György
- Somodi Kálmán
- Somogyi Ferenc
- Somogyi Géza
- Somogyi Kálmán
- Somogyi Péter
- Somorjai Éva
- Soós István
- Sós László
- Sörös Ferenc
- Sörös József
- Steiner Jenő
- Stefán Gábor
- Sugár László
- Surányi Éva
- Surányi Imre
- Surányi Kati
- Süle Géza
- Szabadi Lajos
- Szabados Attila
- Szabó Gyula
- Szabó Ibolya
- Szabó Ilonka
- Szabó Imre
- Cs. Szabó István
- Szabó István
- D. Szabó József
- N. Szabó Sándor
- Szabó Kálmán
- Szabó Viktor
- Szabó Zoltán
- Szakáll János
- Szakolczy Z. Gábor
- Szalay Gyula
- Szalay Imre
- Szalay Judit
- Szalay Károly
- Szalertovits György
- Szatmári István
- Szatmári Olga
- Szatmári Sándor
- Szántó Margit
- Szász Nóra
- Szávay Dénes
- Szávay Lajos
- Szedő Lajos
- Szegeczky Erika
- Szegedi Andor
- Szegedi Jolán
- Szegleth Ferenc
- Szegő Zsuzsa
- Szekeres István
- Szele Margit
- Szelistei Szilvia
- Szemes Mari
- Szendrei Mária
- Szendrő Zsazsa
- Szentmihályi Gyula
- Szentpál Mónika
- Szepes Ildikó
- Szerényi Éva
- Szécsi Iván
- Székely Ferenc
- Székely Tamás
- Székelyhidi György
- Széll József
- Szénási Ernő
- Szép Ilona
- Szép Zoltán
- Sziklay Ágnes
- Szilágyi Lajos
- Szilágyi Marcsa
- Szilárd Sándor
- Szigeti Géza
- Szigeti Lajos
- Szirmai György
- Szirmai József
- Szirtes Ádám
- Szlonka Márta
- Szokolay Eta
- Szoó György
- Szoren László
- Szőke Kálmán
- Szőke Vilma
- Sztudeni (Solymár) Irén
- Szüri György
- Szűcs Ildikó
- Tajnai Margit
- Takács Anna
- Takács Lajos
- Tallós Endre
- Tamás Ferenc
- Tamás Ibolya
- Tamás István
- Tamás Sándor
- Tamás Zoltán
- Tantos Katalin
- Tapasztó János
- Tapasztó János ifj.
- Tarr Béla
- Tarász Bella
- Tarnóczay László
- Tassi Tamás
- Tassi Béla
- Tatay Éva
- ifj. Tatár Endre
- Tatár Mária
- Táncos László
- Táncsics Mária
- Telkes Sándor
- Temes Gábor
- Temesvári László
- Tersách Ágnes
- Teszáry László
- Teszáry Lászlóné
- Téby Katalin
- Téren Gizella
- Tihanyi Pál
- Tihanyi Tóth László
- Tihanyi Zoltán
- Tikos Sári
- Timár József
- Timár Péter
- Tímár Róbert
- Thuróczy Zsuzsa
- Torday Ferenc
- Torday Gábor
- Torday Ilona
- Torma István
- Tóth Böske
- Tóth Ila
- Tóth Imre
- Tóth István
- Tóth Károly
- Tóth László dr.
- Tóth Mária
- Tóth Sándor
- Tótok János
- Tóváry Pál id.
- Tóvári Pál ifj.
- Tömör Siegfried
- Tömör Zsuzsa
- Török László
- Török Sarolta
- Tremmel Ágnes
- Tréfás Imre
- Tunyogi István
- Ujlaky László
- Unger Pálma
- Unger Rudolf
- Upor Péter
- Urbán Imre
- Urbán Norbert
- Uy Gabriella
- Uzoni Ottó
- Uzony György
- Újvári Viktória
- Vadon Mara
- Vajay Erzsi
- Vajda Dezső
- Valastyán György
- Valkay Pál
- Valu János
- Varga Attila
- Varga D. József
- Varga Edit
- Varga Ilona
- Varga László
- Varga Mihály
- Varga Tibor
- Varga Zoltán
- Varjassy Géza
- Varsányi Irén
- Vass Lajos
- Vass Mária
- Vasvári Júlia
- Vághy Anna
- Vágó Panni
- Vámos Ilona
- Vámossy Böske
- Varjassy Géza
- Váradi Béla
- Váradi Gyöngyi
- Váradi Pál
- Váradi Valéria
- Váradi Zsuzsa
- Várady György
- Várdai Ernő
- Várnagy Katalin
- Várnai Beatrix
- Váró Vilmos
- Vásárhelyi András
- Veisse Ernő
- Vereczkey Zoltán
- Veres József
- Veszeley Mária
- Veszprémi László
- Vetró Mária
- Vezér János
- Végh Ferenc
- Végh József
- Véghelyi Irma
- Vértess Lajos
- Victor Gedeon
- Viharos Magda
- Viola Mihály
- Virágh Ilona
- Virágh Rezső
- Vízvári Júlia
- Vörös Tibor
- Vörösmarty Lili
- Wollner László
- Zana József
- Zách János
- Zámori László
- Zeke András
- Zeke László
- Zemplényi György
- Zengő Viktor
- Zilahi Kató
- Zólyomi Jenő
- Zombori Kató
- Zombori Viola
- Zombory Béla
- Zöld Ildikó
- Zubor Ágnes
- Zugéber Péter
- Zugi Péter
- Zsámbéky Erika
- Zsiló László
- Zsipja István